# Radha-Krishna

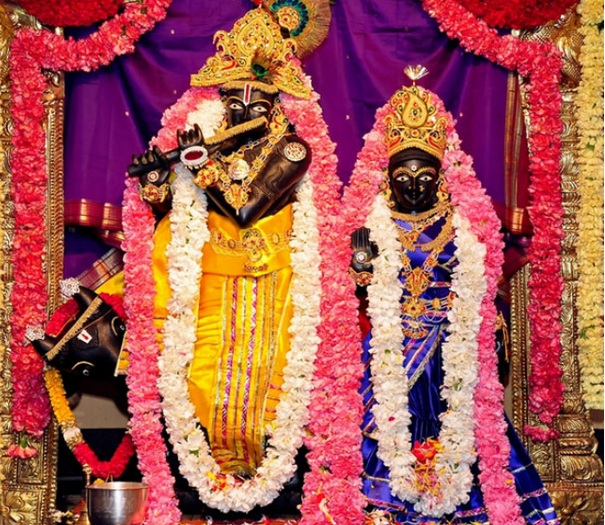
Shri Radha Krishna Ashta Shakti Mandir im Parashakti-Tempel in Pontiac, USA

Radha-Krishna, das göttliche Paar, stellt im Hinduismus die Verbindung des weiblichen (Radha) und des männlichen (Krishna) Aspekts des personifizierten Gottes dar. In der Theologie der Gaudiya Vaishnava werden Krishna als Svayam bhagavan und Radha als seine Meistgeliebte angesehen.

## Etymologie

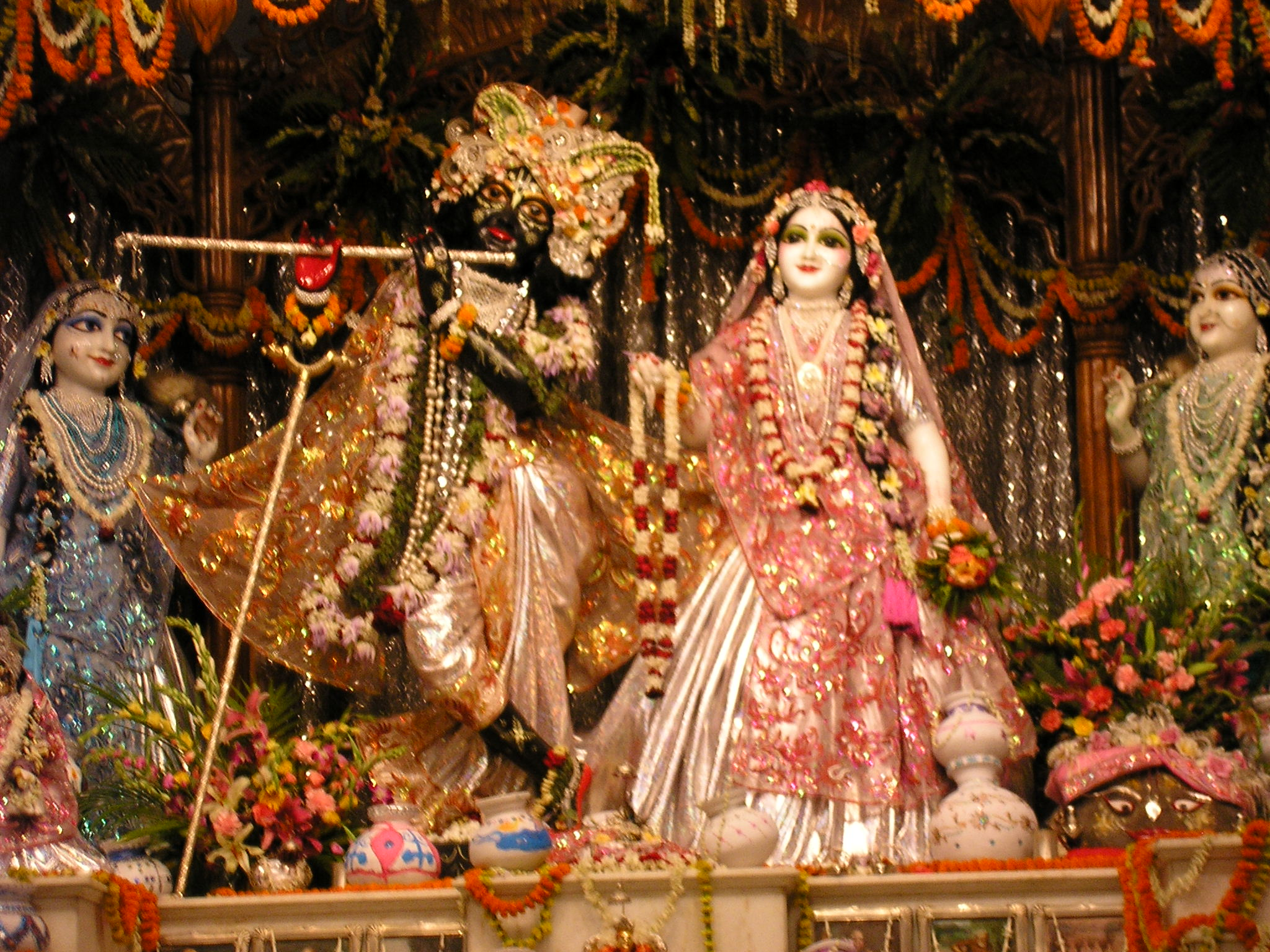
Radha (rechts) – Krishna (links) von Gopis umringt, Chandradoya Mandir in Mayapur

Radha-Krishna – Sanskrit राधा कृष्ण – rādhā-kṛṣṇa – ist die Zusammensetzung aus radha und krishna. Radha – राधा – (rādhā) leitet sich ab von der Wurzel rAdh mit der Bedeutung Vervollkommnung, Perfektion, Erfolg, Reichtum. Krishna – कृष्ण – (kṛṣṇa) kann mit Schwarz, dunkel, Dunkelblau übersetzt werden und spielt auf die dunkle Hauttönung Krishnas an.

## Allgemeines
Im Verband mit Krishna wird Radha als höchste Göttin angesehen, da sie mit ihrer Liebe Krishna unter Kontrolle hält. Krishna kann die Welt verzaubern, jedoch Radha „verzaubert“ selbst Krishna.
Aus diesem Grund nimmt sie unter allen Göttinnen den höchsten Rang ein. Radha-Krishna.
Auch wenn schon frühere Hinweise auf die Verehrung des Liebes-Aspektes Gottes bekannt sind, so war es erst Jayadeva Goswami, der mit seinem, aus dem 12. Jahrhundert stammenden Gedicht Gitagovinda dazu beitrug, dass die spirituelle Liebesbeziehung zwischen Krishna und Radha in ganz Indien gefeiert wurde.
So soll Krishna angeblich den Kreis des Rasa-Tanzes verlassen haben, nur um nach Radha zu suchen. Die Schule Chaitanyas glaubt, dass sowohl der Name als auch die Identität Radhas in einem Vers des Bhagavatapurana, der diesen Vorfall beschreibt, verborgen liegt und gleichzeitig dort offenbart wird. Für sie stellt Radha keine einfache Kuhhirtin dar, sondern sie wird vielmehr als Ursprung aller Gopis oder sämtlicher im Rasa-Tanz beteiligten göttlichen Persönlichkeiten betrachtet.
Der Name der Hare-Krishna-Bewegung leitet sich von diesem Begriff ab: Hare ist der Vokativ von „Harā“ (Gottes Energie), ein Beiname der Radha.    

## Name
Radha-Krishna sollte eigentlich Radhakrishna geschrieben werden, da Krishna, der achte Avatar Vishnus, sich nicht von seiner Shakti Radha trennen lässt. Radhas Liebe zu Krishna war dergestalt, dass sie mit Krishna in einem einzigen Wesen aufging. In Vrindavana wird Krishna manchmal mit Radha zu seiner Linken dargestellt, wobei Lakshmi auf Radhas Busen sitzt.

## Shakti und Shaktiman
Die gemeinsame Wurzel von Shakti und Shaktiman, d. h. des weiblichen und männlichen Aspekts einer Gottheit, impliziert, dass die beiden Aspekte denselben Ursprung haben. Jede Gottheit hat ihren Partner, bessere Hälfte oder Shakti. Ohne ihre Shakti gilt eine Gottheit sogar als relativ machtlos. Im Hinduismus ist es nicht ungewöhnlich, dass die Verehrung Gottes über ein Paar, wie es bei Radha-Krishna der Fall ist, stattfindet und nicht über eine Einzelpersönlichkeit. Traditionen, die Krishna als männlichen Svayam bhagavanverehren, schließen immer auch gleichzeitig Radha in ihre Verehrung mit ein. Es besteht nicht nur im orthodoxen Vishnuismus oder Krishnaismus die verbreitete Ansicht, dass die Verbindung von Radha und Krishna auch auf die Vereinigung von Shakti und Shaktiman hindeutet. Der Radha Krishna Ashta Shakti Mandir im Parashakti-Tempel in Pontiac (Michigan, USA) unterstreicht dieses Prinzip durch Shri Radha Rani, die acht (ashta) Shaktis von Shaktiman Shri Krishna symbolisiert.

## Lehrmeinungen

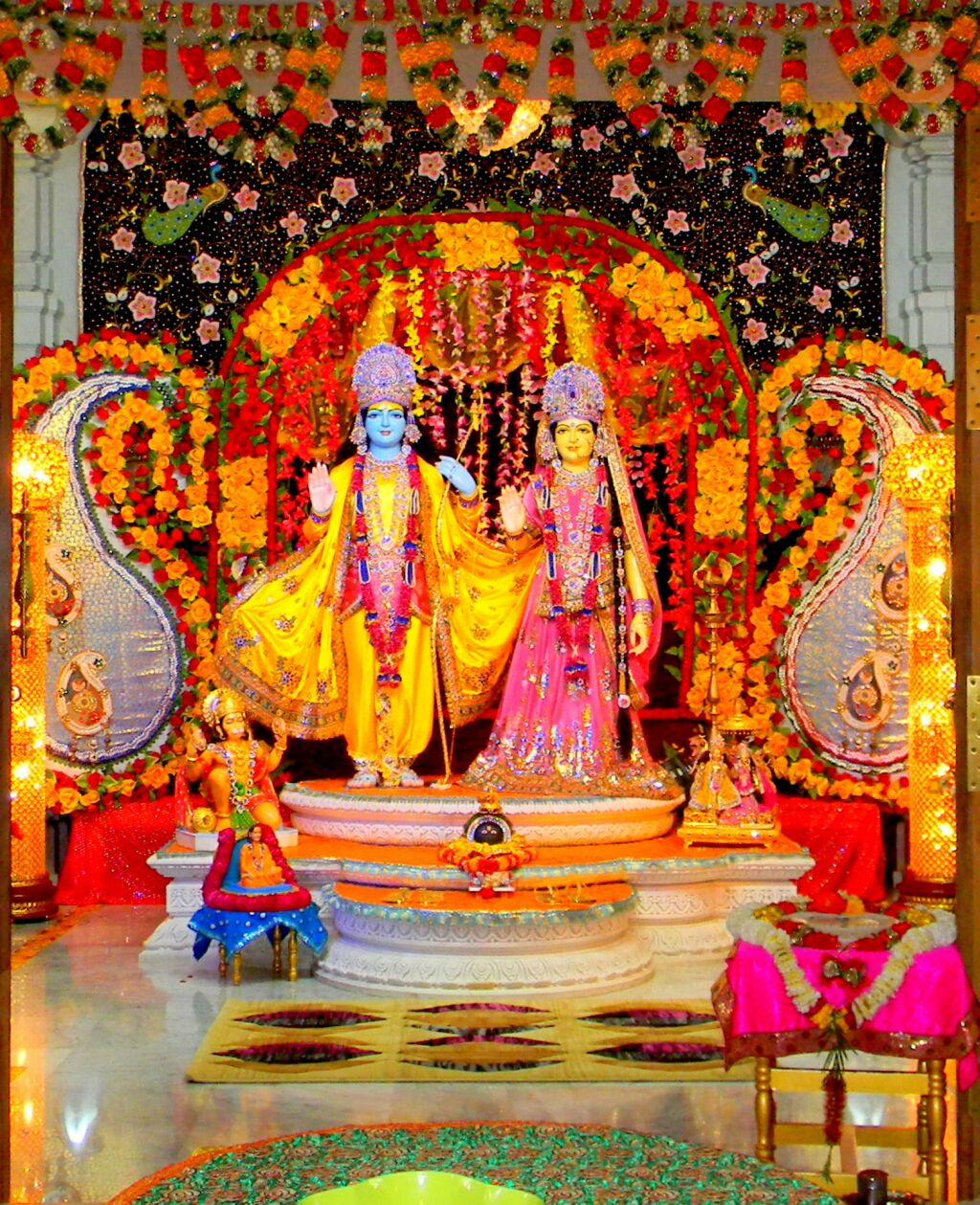
Radha-Krishna Prem Mandir in Vrindavan

Die Vaishnava vertreten den Standpunkt, dass die göttliche weibliche Energie (shakti) auf einen Energiequell Gottes (shaktiman) rückschließen lässt. So wie Sita mit Rama in Verbindung steht, Lakshmi mit Narayana, so gehört Radha zu Krishna. Da Krishna den Ursprung aller göttlichen Manifestationen darstellt, ist seine Begleiterin Ausgangspunkt aller shaktis, d. h. aller weiblichen Manifestationen göttlicher Energie.
Einige ihrer traditionsgebundenen Interpretationen haben eine persönlichkeitsbezogene Form der Andacht gemein. Insbesondere die von Chaitanya ins Leben gerufene Gaudiya-Vaishnava-Doktrin ist streng personell. Sie besteht auf der Vorherrschaft Krishnas als höchster Gottheit, der Identifikation Chaitanyas mit Radha-Krishna, sowie der ewigen Realität individueller Seelen. Außerdem bietet sie eine Methode, wie der absoluten Wirklichkeit und der Gottheit von einer vorrangig persönlichen Warte aus gegenübergetreten werden kann.
In seinem Priti Sandarbha vertritt Jiva Goswami die Ansicht, dass jede der Gopis in ihrer Leidenschaft für Krishna einen unterschiedlichen Intensitätsgrad an den Tag legt, wobei Radhas Zuneigung am stärksten ist.
In seinen berühmten Dialogen liefert Sri Ramananda Raya Chaitanya eine Beschreibung von Radha, wobei er unter den Textstellen insbesondere den Vers 2. 8,100 des Chaitanya Charitamrita zitiert, ehe er dann fortfährt, auf die Rolle Radhas bei Krishnas Spielen in Vrindavana einzugehen.
Zentralen Angelpunkt der Gaudiya-Vaishnava-Theologie bildet das Wort Rasa. Theologisch wurde der Begriff Rasa aber bereits zweitausend Jahre vor der Nimbarka- und der Chaitanya-Schule verwendet. So findet sich in den Brahma-Sutras die vielzitierte Stelle raso vai sah – wahrlich, der Herr ist rasa. Diese Aussage ist so zu verstehen, dass Gott die höchste Form von Rasa genießt – spirituelle Ekstase und ihm dargebrachte Emotionen.

## Traditionen
Radha-Krishna wird in den folgenden Traditionen im Hinduismus verehrt:

### Bishnupriya Manipuri Vaishnavas

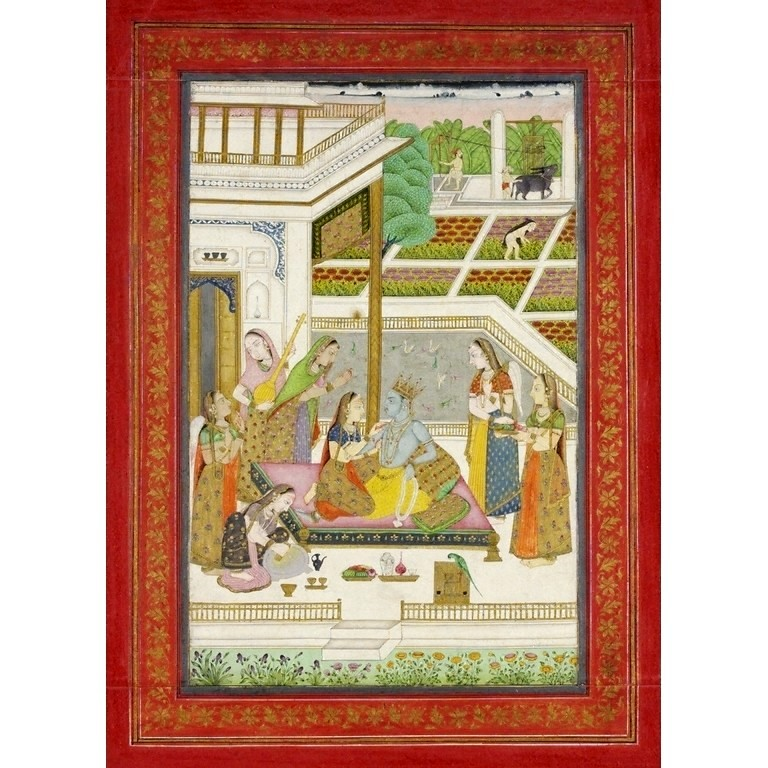
Radha-Krishna, Ragamala-Malerei, um 1770

König Garib Nawaz, der von 1709 bis 1751 in Manipur herrschte, war in den Vishnuismus der Chaitanya-Tradition, der Krishna als höchste Gottheit Svayam bhagavan verehrt, eingeweiht. Er praktizierte diese Religion fast zwanzig Jahre. Sein Hof zog in dieser Zeit zahlreiche Prediger und Pilger an, und der kulturelle Austausch mit Assam wurde aufrechterhalten.
Die Manipuri-Vaishnavas huldigen nicht Krishna alleine, sondern Radha-Krishna. Mit dem Ausbreiten der Vaishnavas in Manipur wurde die Verehrung Krishnas und Radhas vorherrschend. Jedes Dorf dieser Region besitzt ein Thakur-ghat und einen Tempel. Rasa und andere Tänze kennzeichnen die regionale Folklore und das religiöse Brauchtum. Es ist nicht selten der Fall, dass eine Tänzerin sowohl Krishna als auch Radha im selben Aufzug darstellt.

### Bhagavata
In ihrem Beitrag über Bhagavatismus zieht Charlotte Vaudeville für Radha Parallelen zu Nappinai, die in Godhas Meisterwerk Thiruppavai und in Nammalwars Hinweisen auf Nappinani, der Schwiegertochter Nandagopas, erscheint. Es wird angenommen, dass Nappinnai in der frühen Prakrit- und Sanskritliteratur als Vorläuferin Radhas anzusehen ist, obwohl ihre Beziehungen zu Krishna unterschiedlich ausfallen. Dennoch tanzt Krishna im Ritualtanz Kuravai mit seiner Gattin Nappinnai.

„Es ist ein kompliziertes Verhältnis, da die Verehrerin gleichzeitig identisch und dennoch verschieden von Gott ist. Selbst noch in der Freude der Vereinigung bleibt der Schmerz der Trennung. Tatsächlich wird laut Yamunacarya der höchste Grad der Hingabe nicht während des Zusammengehens erreicht, sondern erst hinterher in Anbetracht einer erneuten Trennung.“

Vor Jayadeva verwies beispielsweise Yasastilaka Champukavya (um 959) auf Radha und Krishna. Ausführliche Verweise auf Radha finden sich auch im Brahma vaivarta und in den Padma-Puranas.

### Gaudiya Vaishnava

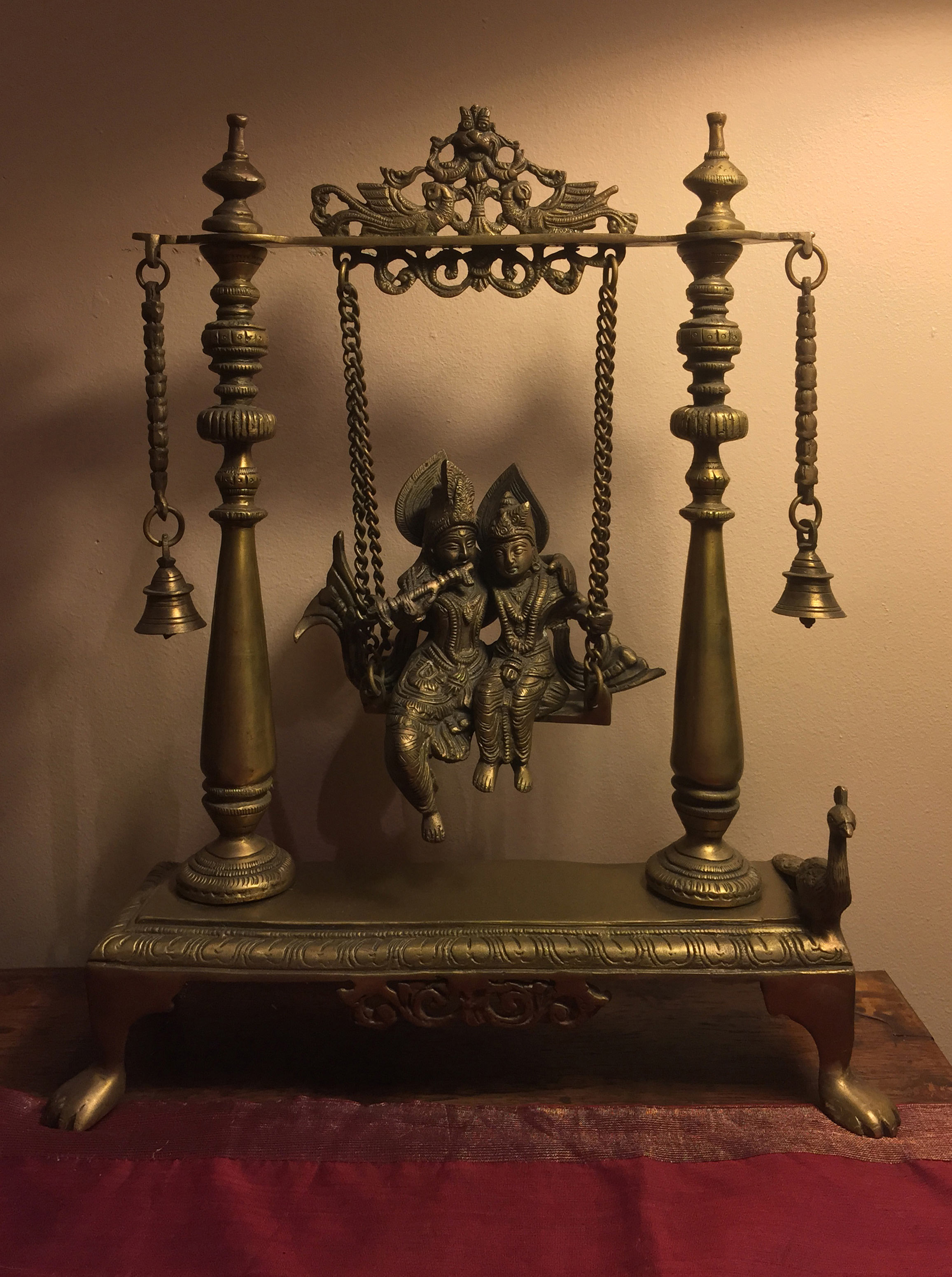
Bronzestatue von Radha-Krishna auf der Schaukel, 20. Jahrhundert

Gaudiya Vaishnavas beziehen ihren Namen von der Gauda-Region in Bengalen. Die frühe Literatur Bengalens schildert auf lebendige Weise die Entwicklung von Radha und Krishna und trägt somit zum Verständnis ihrer Beziehung bei. Dennoch ist die Sanskrit-Quellenlage für Jayadeva Goswamis Heldin (Radha) in seinem Gedicht Gitagovinda äußerst mysteriös. Es gibt aber durchaus noch frühere Werke als die Gitagovinda, von denen für mehr als zwanzig gut dokumentierte Verweise bestehen.
Die Figur Radhas gehört in der Sanskritliteratur zu einer der am wenigsten greifbaren Persönlichkeiten. In Prakrit- oder Sanskritgedichten verweisen nur wenige ausgewählte Passagen auf sie, in Traktaten über Grammatik, Dichtung und Drama wird sie nur selten erwähnt, und es gibt auch nur wenige Inschriften von ihr. Jayadeva zog jedoch all diese dürftigen Passagen heran und schuf im 12. Jahrhundert daraus sein lyrisches, devotionelles Gedicht, das insbesondere in Bengalen eine Welle neuer Religiosität auslösen sollte.
Baru Chandidas ist ein herausragender Dichter der frühen mittelbengalischen Periode. Das genaue Entstehungsdatum seines Gedichts Srikrsnakirtana ist umstritten (14. Jahrhundert). Dennoch gilt dieses Werk in der bengalischen Literatur und Religion als eine der wichtigsten Beschreibungen der volkstümlichen Geschichte der Liebe Sri Krishnas für die Kuhhirtin Radha. Die 412 Stanzen des Srikrsnasankirtana sind in 13 Abschnitte gegliedert, die den Kern des Radha-Krishna-Legendenzyklus bilden. Die Stanzas sollten gesungen werden, und Rezitationen waren von besonderen Ragas begleitet. Über die Authentizität des Werks bestehen jedoch Zweifel. 
In der ebenfalls bengalischen Tradition des Chaitanya-Vishnuismus etablierte Krishnadasa Kaviraja in seiner Chaitanya Charitamrita den metaphysischen Status der Radha-Anbetung. Seine Doktrin war unter den Anhängern Chaitanyas nach dessen Tod im Jahr 1534 vorherrschend. Ihr Inhalt war der Glaube, dass Krishna mit  dem Verlangen, die Intensität der Liebe Radhas zu ihm vollständig erfahren zu wollen, als Chaitanya Mahaprabhu erschien. In ihrem Verlangen nach Krishna rezitierte sie singend in der Gestalt Chaitanyas seine Namen.
Die selbstmanifestierte Gottheit Radha Ramana (Liebhaber Radhas) wurde von Gopala Bhatta Goswami (1503 bis 1578) etabliert und wird als Krishna als auch als Radha-Krishna angesehen. Ihr Gottesdienst wird in ihrem Tempel im Herzen Vrindavanas ganztägig gefeiert inklusive mehrerer vorgeschriebener Ereignisse, die zwar ein etwas theoretisches und distanziertes Ziel verfolgen, aber dennoch immer die Gegenwart und eine direkte Assoziation mit Radha und Krishna erhoffen.

### Nimbarka Sampradaya

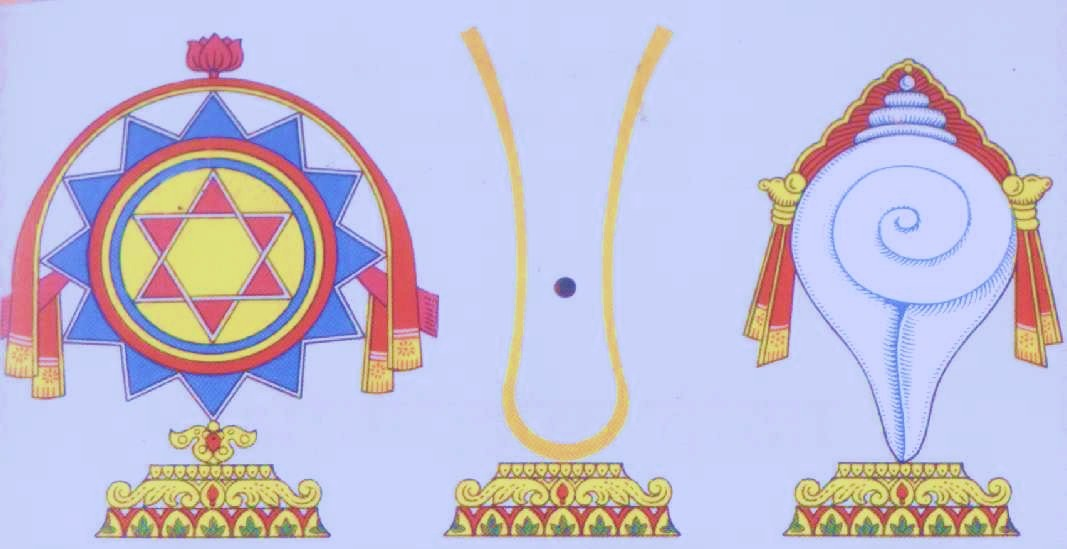
Die Shankha-Chakra-Tilaka-Embleme der Sri Nimbarka Sampradaya

Eine der ältesten Verherrlichungen des jugendlichen Krishna, entweder allein oder zusammen mit seiner Begleiterin Radha, erfolgte in der Nimbarka-Sampradaya, die wie auch die Rudra-Sampradaya bis mindestens ins 12. Jahrhundert zurückreicht. Die Nimbarka-Sampradaya vertritt den Standpunkt, dass Radha die ewigwährende Begleiterin von Vishnu-Krishna ist. Außerdem lässt sie anklingen, dass Radha zur Frau von Krishna aufstieg.
Die von Nimbarka gegründete Nimbarka-Sampradaya ist eine der vier waschechten Vaishnava-Traditionen. Das genaue Ursprungsdatum dieser Tradition bleibt aber nach wie vor ein Rätsel, da durch die Zerstörungen Mathuras und Vrindavans im 13. und 14. Jahrhundert Beweismaterial verlorengegangen ist.
Viele indische Gelehrte sind der Ansicht, dass Nimbarka entweder ein Zeitgenosse Shankaras war oder noch vor ihm gelebt hatte. Er war der erste Acharya, der Radha zusammen mit Krishna mittels seiner Sakhi Bava Upasana (spezielle Andachtsform) verehrte.
In seinem Vedanta Kamadhenu Dashashloki führt er deutlich dazu aus:

„ange tu vāme vrishabhānujām mudā virājamānām anurūpasaubhagām. sakhīsahasraih parisevitām sadā smarema devīm sakalestakāmadām – Die linke Körperhälfte des Höchsten Herrn ist Shrimati Radha, friedvoll und schön anzusehen wie der Herr, der von tausenden von Gopis bedient wird. Laßt uns über die Höchste Göttin meditieren, die Erfüllerin aller Wünsche“

Diese Thematik wurde später von Jayadeva Goswami und anderen Poeten seiner Zeit aufgegriffen, da sie die Schönheit und Seligkeit in diesem Mythos erkannt hatten.
In der von Nimbarka gegründeten Sampradaya besitzt Radha denselben Stellenwert wie Krishna, und beide werden zusammen verehrt. Nimbarka verfasste einen der ersten Kommentare der Brahma-Sutras mit dem Titel Vedanta-Parijata-Saurabha. Spätere Acharyas der Nimbarka-Sampradaya aus dem Vrindavan des 13. und 14. Jahrhunderts schufen viel Literatur über das Göttliche Paar. Wie Jayadeva so komponierte auch Swami Sri Sribhatta ein Yugala Shataka, das im Dhrupada-Musikstil präsentiert wurde. Er bediente sich jedoch im Unterschied zu Jayadeva, der in Sanskrit schrieb, der Hindi-Mundart Vraja Bhasha, die von allen Bewohnern Vrajas verstanden wurde. Die folgenden Acharyas schrieben dann weiterhin in Vraja Bhasha, weswegen sie heutzutage nur sehr wenig bekannt sind, auch wenn sie um Jahrhunderte weiter zurückliegen als die Sechs Goswamis von Vrindavan.
Die Nimbarka Sampradaya kennt als einzigen Gegenstand ihrer Verehrung das vereinte göttliche Paar Shri Radha Krishna. In seinem Mahavani aus dem 15. Jahrhundert schreibt Jagadguru Swami Sri Harivyasa Devacharya:

„radhāmkrsnasvarūpām vai, krishnam rādhāsvarupinam; kalātmānam nikunjastham gururūpam sadā bhaje – Ich preise unaufhörlich Radha, die von Krishna nicht verschieden ist, sowie Krishna, der niemand anders als Radha ist; deren Einheit durch das Kāmabīja symbolisiert wird und die für immer in Nikunja Goloka Vrndavana residieren“

Die Bedeutung der Nimbarka-Sampradaya für die Radha-Krishna-Verehrung ist unbestritten, da ihr philosophisches und theologisches Fundament aus der Sampradaya hervorgegangen war.

### Swaminarayan Sampraday

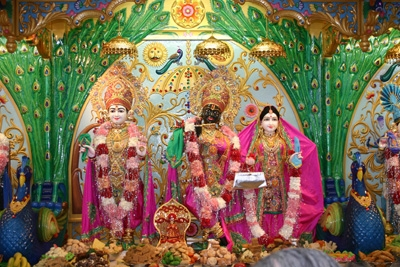
Murti von RadhaKrishnaDev (Mitte und rechts) im Swaminarayan-Tempel in Cleveland

In der Swaminarayan Sampraday nimmt Radha-Krishna (RadhaKrishnaDev) einen besonderen Platz ein, nachdem Swaminarayan in seiner Shikshapatri ausdrücklich auf das Göttliche Paar verwiesen hatte. Swaminarayan ließ überdies Tempel bauen, in denen Radha-Krishna als Gottheiten ihren Platz fanden. Wie Swaminarayan erklärte

„erscheint Krishna in vielen Formen. Zusammen mit Radha wird er als Höchster Herr mit dem Namen Radha-Krishna angesehen. In Gegenwart von Rukmini ist er als Lakshmi-Narayan bekannt.“

Der erste Tempel wurde von der Swaminarayan Sampraday 1822 in Ahmedabad errichtet; er beherbergt im Hauptschrein die Bildgestalten von Nara-Narayana, Arjuna und Krishna. Gemäß ihrer Philosophie hatte Krishna unter den Gopis viele Gefährtinnen, unter denen Radha jedoch die perfekte Verehrerin war. Wer sich Krishna nähern will, muss daher die hingebungsvollen Qualitäten Radhas entwickeln.
Die Swaminarayan Sampraday hat als höchsten himmlischen Aufenthaltsort Goloka auserkoren, wo Krishna sich mit den Gopis vergnügt (so wurden beispielsweise im Mumbai-Tempel als Bildgestalten neben Krishna Gaulokvihari und Radhikaji aufgestellt). Der Tanz Krishnas mit den Milchmädchen und die sich darin ausdrückenden Beziehungen soll angeblich die Beziehungen Gottes mit seinen Geweihten widerspiegeln.

### Vallabha Sampradaya

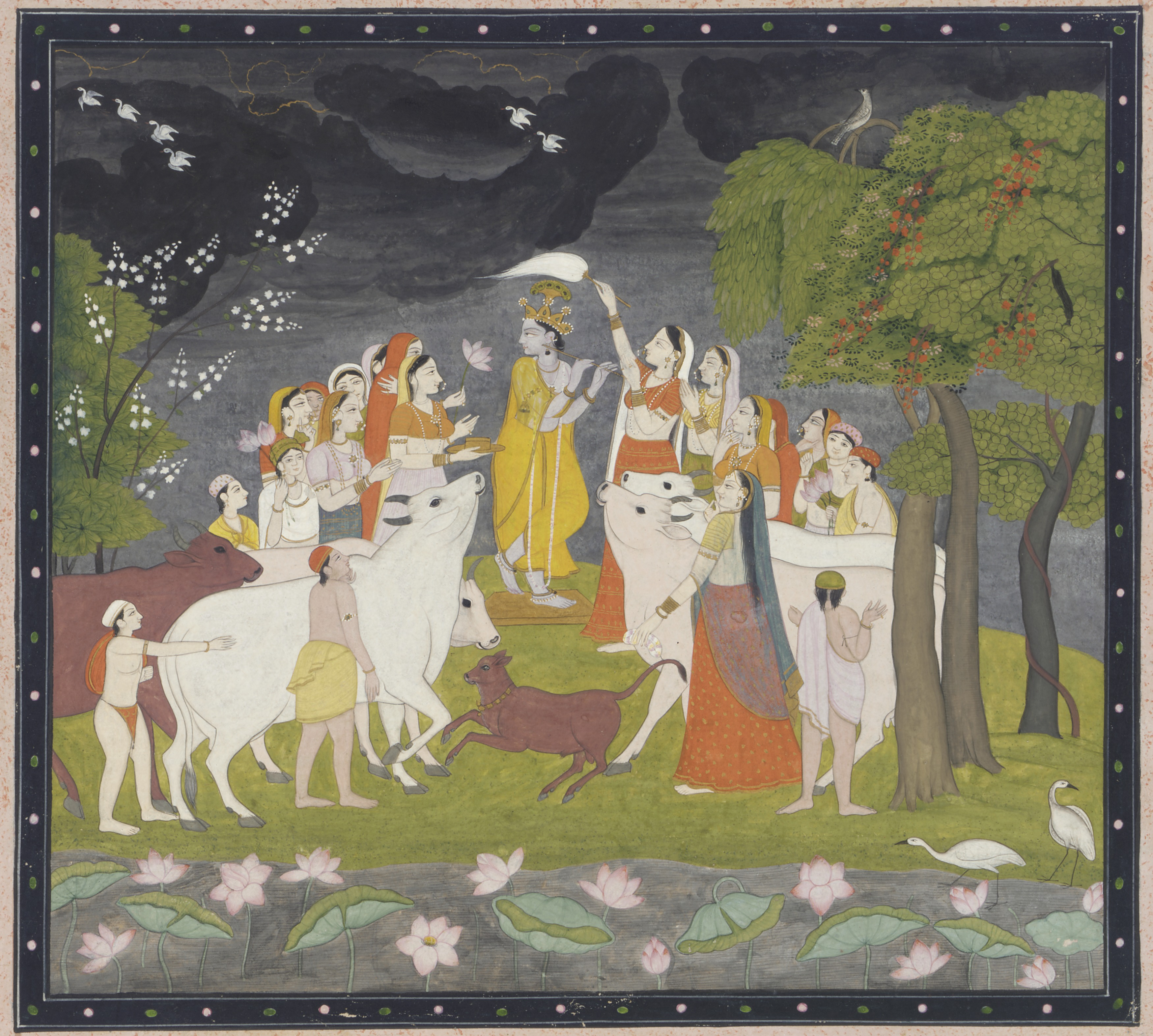
Krishna mit den Gopis, Gemälde, Smithsonian Institution, um 1800

Noch ehe Chaitanya Radha verehrte, gründete Vallabhacharya (1479–1539) Pustimarga (Pfad der Gnade), dessen Gottgeweihte sich mit den weiblichen Begleiterinnen (sakhis) Radhas identifizieren, die für Radha-Krishna ihren intimen Zeitvertreib arrangieren.
Der Poet Dhruvadasa, der zur Radhavallabhi-Tradition gehörte, war bekannt dafür, dass er vorrangig die privaten Beziehungen Radhas und Krishnas behandelte. In seinem Gedicht Caurasi Pad und auch in den Kommentaren seiner Nachfolger liegt der Schwerpunkt auf einer Meditation über den Nutzen einer ständigen Reflexion über das ewigwährende göttliche Spiel (Lila).
Die Radhavallabhis haben mit den Vaishnavas gemein, dass sie das Bhagavata Purana in hohen Ehren halten. Sie gehen aber nicht auf Krishnas Taten und Spiele ein, die außerhalb seiner Beziehungen zu Radha und den Gopis angesiedelt sind. Für Radhavallabhis ist die Lieblichkeit, die in der Beziehung (Rasa) zum Ausdruck kommt, ausschlaggebend.

## Tempel

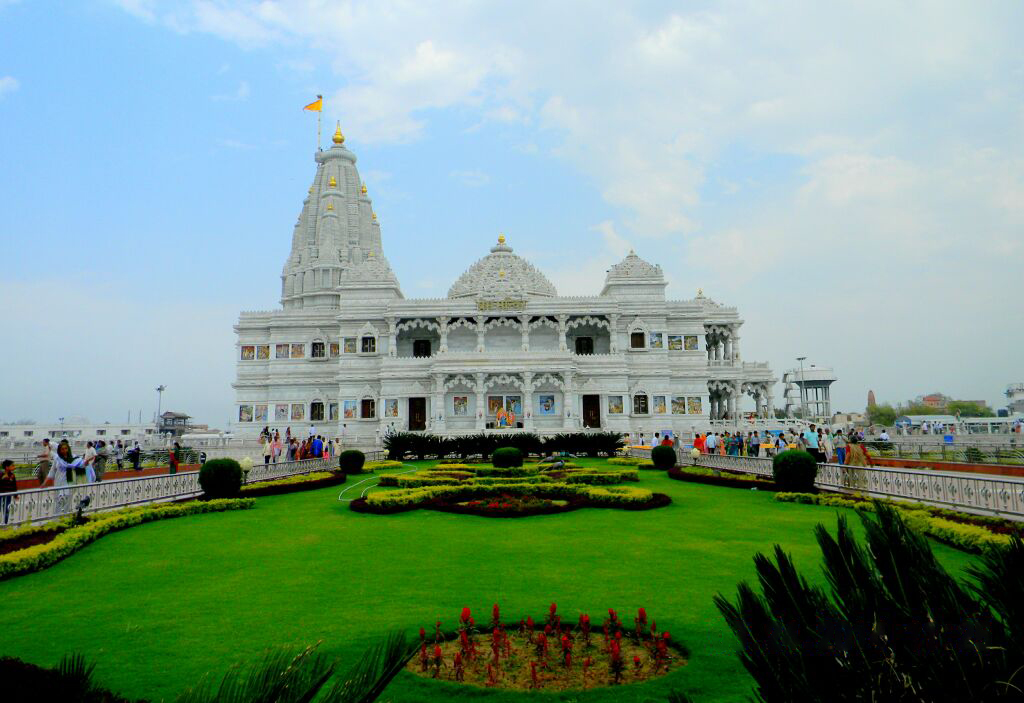
Prem Mandir in Vrindavan

Tempel von Sri Sri Radha Krishna sind in ganz Indien verbreitet, aber auch außerhalb Indiens anzutreffen. Zentrum der Radha-Krishna-Verehrung ist das Braja-Mandala (Braj-Region) mit Vrindavan und Mathura. Allein in Vrindavan befinden sich folgende wichtige Tempel:
- Prem Mandir Vrindavan
- Madan-mohan
- Govindadev
- Radha-Raman
- Radha-Gokulananda
- Radha-Damodar
- Banki-behari
- Jugal Kishor
- Radha-Gopinath
- Radha Shyamasundar
- ISKCON-Tempel
- Shree RadhaVallabh Temple Vrindavan
- Shree Radha Ras Bihari Ashta Sakhi Mandir

Die Verehrung Radha-Krishnas wurde mittels predigender Sadhus auch außerhalb Indiens etabliert. Als Beispiel möge A. C. Bhaktivedanta Swami Prabhupada dienen, der insbesondere in der westlichen Welt viele Zentren eröffnete und seine Schüler durch die Anbetung der Radha-Krishna-Bildgestalt zu „Gottgeweihten“ erklärte.